# Subrasaca austera
Subrasaca austera är en insektsart som beskrevs av Young 1977. Subrasaca austera ingår i släktet Subrasaca och familjen dvärgstritar. Inga underarter finns listade i Catalogue of Life.